# 중국계 독일인
중국계 독일인(독일어: Chinesische Deutsche; 중국어: 华裔德国人)은 주로 독일에 거주하는 중국인과 중국계 독일 시민들로 구성된 유럽에서 가장 작은 화교 집단 중 하나를 형성한다. 독일 화교 공동체는 빠르게 성장하고 있으며, 2016년 현재 연방 인구 연구소에 의해 약 212,000명으로 추정된다. 그것과 비교하여, 대만 OCAC는 2008년에 독일에 110,000명의 중국계 사람들이 살고 있다고 추정했다.

## 사회 경제학

### 고용
음식 서비스는 중국 사회에서 생계를 유지하는 지배적인 수단으로 남아 있다. 예를 들어, 네덜란드 틸뷔르흐에서 외식 산업은 중국 인구의 약 60%를 고용한다. 심지어 이과에서 박사학위를 받은 독일의 학생들도 그들의 학업과 관련된 어떤 일에도 참여하기 보다는 식당이나 음식 서비스를 시작하게 되었다.
베를린에서는 발터 슈라이버 플라츠, 알브레히트슈트라세, 그루네발트슈트라세 등에서 많은 중국 음식점을 찾을 수 있다. 여행사 사업은 민족 내 네트워크가 가치가 있다는 것이 입증된 또 다른 사업인데, 독일에 있는 중국 여행사들은 주로 출신국으로 돌아가는 다른 중국인들에게 판매한다. 독일에 있는 중국 여행사의 수는 35개에서 수백개 사이일 것으로 추정된다. 대조적으로, 해양 기반 산업은 더 이상 중국인 커뮤니티의 매우 큰 부분을 고용하지 않는다. 1986년까지 중국인들은 독일 선박에서 외국인 노동력의 2% 또는 110명 이상을 형성하지 못했다.

### 교육
학생들은 또한 중국계 독일인 인구의 많은 부분을 계속해서 형성하고 있다. 덩샤오핑은 1987년 헬무트 콜 독일 총리에게 한 논평에서 더 많은 비율을 유럽으로 보내고 더 적은 비율을 미국으로 보내는 것을 목표로 해외로 가는 중국 학생들의 목적지를 다양화하기를 바란다고 강조했다. 2000년까지, 중국인들은 독일 대학에서 가장 많은 외국인 학생 집단을 형성했는데, 2002년에는 10,000명, 2007년에는 27,000명으로 나타났다. 1998년 초 베를린에는 시 정부가 운영하는 두 개의 중국인 학교가 설립되었고, 다른 한 학교는 학부모 단체가 개인적으로 설립했다. 슈투트가르트는 또한 그러한 학교를 자랑하지만, 졸업 후 중국으로 돌아가려는 중국 대학원생들은 일반적으로 그들의 공립학교 체계로의 재통합을 돕기 위해 중국의 국가 커리큘럼에 따라 그들의 아이들을 홈스쿨링하는 것을 선택한다.
중국 2세 학생들은 독일 민족 학생들보다 체육관에 더 많이 다녔다.

## 인구
중국계 독일인 사회는 최근 몇 년간 급속한 성장을 보이고 있다. 2016년 독일에 거주하는 중화인민공화국의 국민 수는 201,000명으로 2013년에 비해 35% 증가했다. 중화민국에 거주하는 대만인의 수는 5,885명(2013년 기준)이다. 또한 독일 시민으로 귀화했거나 독일 태생인 중국인이 다수 존재한다. 2004년과 2007년 사이에만 4,213명의 중화인민공화국 국적자들이 독일 시민으로 귀화했다. 그 외에도 독일 내 화교 커뮤니티는 싱가포르, 말레이시아, 인도네시아 등의 국가에서 온 수만 명의 화교들로 구성되어 있다.
중국인 공동체의 성장은 뒤스부르크 시가 예시할 수 있다. 2010년 뒤스부르크에는 568명의 중국 시민이 거주하고 있으며, 2018년에는 1136명이 거주하고 있다. 이 숫자는 귀화한 중국계 독일인을 포함하지 않는다.

## 불법 이민
1989년 이후 동유럽을 거쳐 독일에 도착한 중국 본토 불법 이민자의 수가 증가하기 시작했으나 1990년대 중반에야 겨우 감소했다. 당국은 불법 이민의 실제 범위가 훨씬 더 크다고 믿음에도 불구하고 매년 평균 370명을 붙잡았다. 많은 불법 이민자들이 식당에서 일하는데, 그들의 매니저들은 그들의 이주 비용을 후원하고 그들에게 갚으라고 요구한다. 이러한 비용은 보통 6만 위안에서 12만 위안 사이이며, 뱀두(중국 밀수업자)에게 지급된다. 네트워크 효과로 인해 독일로 불법 이주하는 중국인들은 주로 저장성 칭톈현 근처에서 오고, 그들은 대부분 20세에서 40세 사이의 남성들이다. 이주민들은 관광객으로 와서 초과 체류할 수 있다(정품 중국 여권에 관광 비자를 신청하거나, 무비자 독일 여행을 허가받은 아시아 인구가 많은 국가에서 위조 여권을 발급받음으로써). 또는 체코-독일 국경을 넘어 밀반입될 수 있다.